# Filippo dei Bonacolsi
Filippo dei Bonacolsi (Mantova, 1250 circa – Mantova, 18 dicembre 1303) è stato vescovo di Trento dal 1289 al 1303 e di Mantova nel 1303.

## Biografia
Era figlio di Pinamonte Bonacolsi, signore di Mantova.
Entrò giovanissimo nell'Ordine dei frati minori del convento di Mantova e qui compì studi teologici.
A partire dal 1275 circa fu inquisitore della Marca Trevigiana, attivo in particolare contro i patarini. Nel 1289 riuscì inoltre a far entrare gli inquisitori francescani nella Repubblica di Venezia.
Il 31 luglio 1289 fu nominato vescovo di Trento, succedendo a Enrico II. Ma non risiedette a Trento a causa dell'opposizione di Mainardo II di Tirolo-Gorizia, conte del Tirolo, che si concluse grazie all'intervento di Bartolomeo I della Scala, signore di Verona.
Da papa Benedetto XI venne nominato vescovo di Mantova l'8 dicembre 1303 alla morte del predecessore Filippo da Casaloldo. Ma il suo fu un incarico di breve durata, in quanto morì poco dopo il 18 dicembre 1303.
Fu sepolto nella chiesa di San Francesco a Mantova.

## Genealogia episcopale
La genealogia episcopale è:
- Papa Niccolò IV
- Vescovo Filippo dei Bonacolsi, O.F.M.

## Ascendenza
|                         |                       |                     | Genitori            |  |  | Nonni                 |  |  | Bisnonni               |  |
|                         |                       |                     |                     |  |  | Martino dei Bonacolsi |  |  | Gandolfo dei Bonacolsi |  |
|                         |                       |                     |                     |  |  | Martino dei Bonacolsi |  |  | Gandolfo dei Bonacolsi |  |
|                         |                       | Martasia Mozzi      |                     |  |  | Martino dei Bonacolsi |  |  |                        |  |
| Pinamonte dei Bonacolsi |                       |                     |                     |  |  | Martino dei Bonacolsi |  |  |                        |  |
|                         |                       | ...                 | ...                 |  |  |                       |  |  |                        |  |
|                         |                       | ...                 | ...                 |  |  |                       |  |  |                        |  |
|                         |                       | ...                 | ...                 |  |  |                       |  |  |                        |  |
| Filippo dei Bonacolsi   |                       | ...                 |                     |  |  |                       |  |  |                        |  |
|                         | Guido II da Correggio | ...                 |                     |  |  |                       |  |  |                        |  |
|                         | Guido II da Correggio | ...                 |                     |  |  |                       |  |  |                        |  |
|                         | Guido II da Correggio | ...                 |                     |  |  |                       |  |  |                        |  |
| ? Da Correggio          | Guido II da Correggio |                     |                     |  |  |                       |  |  |                        |  |
|                         |                       | Mabilia della Gente | Giberto della Gente |  |  |                       |  |  |                        |  |
|                         |                       | Mabilia della Gente | Giberto della Gente |  |  |                       |  |  |                        |  |
|                         |                       | Mabilia della Gente | ...                 |  |  |                       |  |  |                        |  |
|                         |                       | Mabilia della Gente |                     |  |  |                       |  |  |                        |  |